# William Darlington
William Darlington fue un botánico, y político estadounidense (representante de Pensilvania) nacido el 28 de abril de 1782 y fallecido el 23 de abril de 1863.

## Biografía
William Darlington (primo de Edward Darlington y de Isaac Darlington, primo segundo de Smedley Darlington) nace en Birmingham, Pensilvania. Concurre al "Friends School" de Birmingham, y vive en una granja. Se hace botánico a corta edad, estudia medicina, y se gradúa en la Universidad de Pensilvania en Filadelfia en 1804.
Se embarca como médico de a bordo a las Indias Orientales en 1806. Retorna a West Chester en 1807 y practica la medicina por varios años. Se enrola en una compañía de voluntarios al comienzo de la guerra anglo-estadounidense de 1812 y termina como mayor de un regimiento de voluntarios.
Darlington es elegido como republicano en el Decimocuarto Congreso Nacional, y nuevamente en el decimosexto y decimoséptimo.: 67  Es comisionado en 1825, y sirve como presidente del "Ferrocarril West Chester". Establece una sociedad de historia natural en West Chester, en 1826 y publica varias obras de botánica y de historia natural.
De 1830 a 1863, director y presidente del "National Bank del Condado de Chester". Fallece en West Chester en 1863, y está sepultado en el "Cementerio de Oakland".

## Algunas publicaciones
- Mutual Influence of Habits and Disease 1804,

- Flora cestrica: an attempt to enumerate and describe the flowering and filicoid plants of Chester County in the state of Pennsylvania 1837

- Agricultural Botany 1847.[2]

## Honores
- 1848: grado de L.L.D. conferido por la Yale University

- 1855: Doctor de Ciencias Físicas por Dickinson College.[2]

### Eponimia
- (Mimosaceae) Darlingtonia DC. 1825, nom. rej.[3] = (Mimosaceae) Desmanthus Willd. 1806, nom. cons.[4]

- (Sarraceniaceae) Darlingtonia Torr., 1851, nom. illeg.[5] = (Styracaceae) Styrax L. 1753[6]

- (Sarraceniaceae) Darlingtonia Torr. 1853, nom. cons.[7]
- La abreviatura «Darl.» se emplea para indicar a William Darlington como autoridad en la descripción y clasificación científica de los vegetales.[8]